# James Michel
James Alix Michel (Mahé, 16 agosto 1944) è un politico seychellese, presidente delle Seychelles dal 14 luglio 2004 al 16 ottobre 2016. In precedenza aveva ricoperto l'incarico di vicepresidente sotto il suo predecessore, France-Albert René, dal 1996 al 2004.

## Biografia e carriera
Ha iniziato la sua attività lavorativa come insegnante, ma venne coinvolto in pieno dal boom dell'industria turistica dell'arcipelago e si dedicò a questa nuova attività prima di iscriversi al partito politico di René, il Parti Lepep, di cui fu membro del Comitato esecutivo dal 1974 al 1977.
Michel ha vinto le elezioni presidenziali del luglio 2006, ottenendo il 53,7% dei voti; si è insediato il 1º agosto 2006. Ha nuovamente vinto le elezioni del maggio 2011 e del dicembre 2015. Il 27 settembre 2016 ha annunciato le sue dimissioni dalla carica, a partire dal 16 ottobre successivo; gli è subentrato il vicepresidente Danny Faure.